# 淡色舌蛭
淡色舌蛭（学名：Glossiphonia weberi）为舌蛭科舌蛭属的动物，俗名川扁蛭、苇氏扁蛭、魏柏氏扁蛭。分布于印度、缅甸、印度尼西亚、俄罗斯以及中国大陆的黑龙江、吉林、内蒙古、河南、江苏、浙江、湖北、湖南、贵州、四川、云南、广西等地，多生活于淡水溪流中以及多在水草或石块上。该物种的模式产地在印度尼西亚苏门答腊。